# La Quinta Classic 1984
Il La Quinta Classic 1984, noto come Congoleum Classic per motivi di sponsorizzazione, è stato un torneo di tennis giocato sul cemento. È stata la 11ª edizione del Torneo di Indian Wells e faceva parte del Volvo Grand Prix 1984. Il torneo si è giocato a La Quinta in California dal 13 al 19 febbraio 1984.

## Campioni

### Singolare
Jimmy Connors ha battuto in finale  Yannick Noah con il punteggio di 6–2, 6–7, 6–3

### Doppio maschile
Bernard Mitton /  Butch Walts hanno battuto in finale  Scott Davis /  Ferdi Taygan con il punteggio di 4–6, 6–4, 7–6